# Chiesa Rossa (Turchia)
La Chiesa Rossa, conosciuta anche come Sivrihisar Kizil Kilise per distinguerla da altre strutture chiamate Kizil Kilise, è una chiesa del VI secolo parzialmente in rovina nel distretto di Güzelyurt nella provincia di Aksaray, in Turchia. La chiesa prende il nome dalla pietra rossa usata per costruirla. L'edificio è elencato nella World Monuments Watch dal 2008.

## Storia
Probabilmente eretta nel VI secolo durante il regno dell'imperatore bizantino Giustiniano I (527–565), l'edificio è uno dei più antichi santuari cristiani della regione della Cappadocia. La chiesa era probabilmente dedicata a San Gregorio di Nazianzezo, uno dei padri cappadoci.

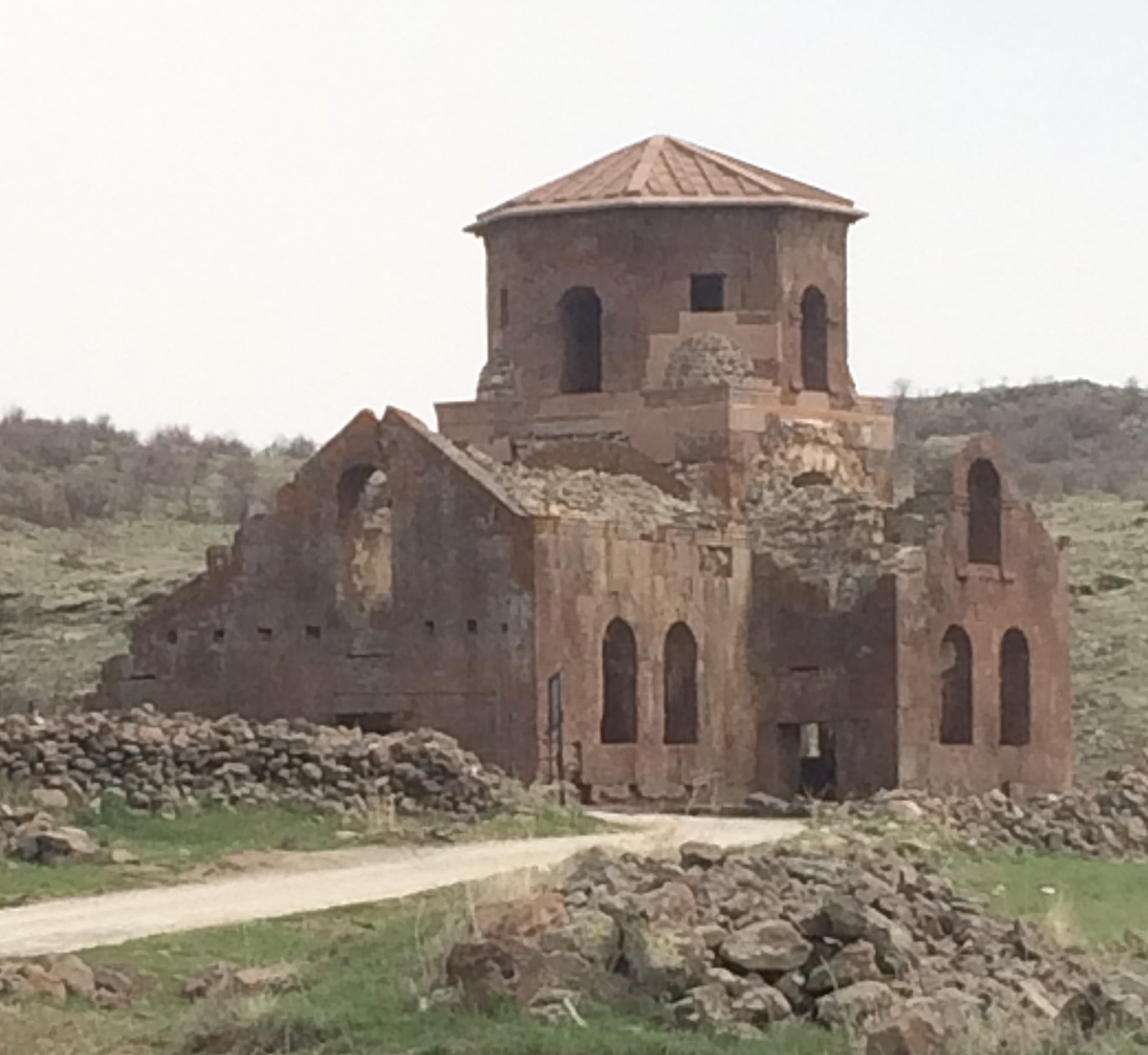
La Chiesa Rossa nell'aprile 2017, dopo il restauro del 2011.

Nella Cappadocia centrale e orientale nel V e VI secolo erano comuni le chiese con pianta a croce. La Chiesa Rossa segue questa forma, utilizzando pietre vulcaniche locali tagliate in blocchi regolari da lavoratori altamente qualificati. Da un punto di vista architettonico, l'elemento più caratteristico della chiesa è la sua cupola centrale, eretta sopra un tamburo ottagonale. Otto finestre bucano il tamburo, inondando la navata di luce. L'unica aggiunzione successiva all'edificio è il nartece; la chiesa, seppur danneggiata, conserva ancora la sua forma originaria. La presenza di enormi architravi rifiniti con una tecnica altamente professionale suggerisce un utilizzo come cappella imperiale o funeraria. I pellegrini che attraversavano l'Anatolia sulla strada per Gerusalemme, lungo un antico percorso, potevano facilmente raggiungere la chiesa.
L'archeologa e scrittrice britannica Gertrude Bell (1868-1926), fotografò e misurò la Chiesa Rossa nel 1907.

## Attività di restauro
Nel 2011 è iniziato un programma di lavori di restauro della chiesa. La raccolta fondi internazionale ha raccolto 500000 € per finanziare il lavoro. İsmet Ağaryılmaz, un professore in pensione che in precedenza ha insegnato tecniche di restauro presso l'Università tecnica di Yıldız, ha diretto il progetto.